# Don't leave me behind/Silent Stream
「Don't leave me behind / Silent Stream」（ドント・リーヴ・ミー・ビハインド／サイレント・ストリーム）は、日本の歌手・鈴木あみの6枚目のシングル。1999年3月17日にTRUE KiSS DiSCから発売された。

## 概要
- 前作から1ヶ月ぶりとなるシングルで、1週間後にリリースされるファーストアルバム『SA』からの先行シングル。
- 初の両A面シングルであり、2曲ともアルバムに収録されている（但し、1曲目はイントロが異なっているアルバムバージョンで収録）。
- 初回限定盤のみ紙ケース仕様。

## 収録曲
| #         | タイトル                           | 作詞           | 作曲       | 編曲                 | 時間  |
| --------- | ---------------------------------- | -------------- | ---------- | -------------------- | ----- |
| 1.        | 「Don't leave me behind」          | MARC・鈴木あみ | 小室哲哉   | 久保こーじ・小室哲哉 | 4:43  |
| 2.        | 「Silent Stream」                  | MARC           | 久保こーじ | 久保こーじ           | 5:21  |
| 3.        | 「Don't leave me behind (TV mix)」 |                |            |                      | 4:43  |
| 4.        | 「Silent Stream (TV mix)」         |                |            |                      | 5:21  |
| 合計時間: | 合計時間:                          | 合計時間:      | 合計時間:  | 合計時間:            | 20:08 |

## 楽曲解説
1. Don't leave me behind
日本コダック「春のキャンペーン」CMソング。
鈴木がスタッフから作詞をする様に言われ、ノート2枚分・2日かけて2つのパターン出した。そこにMARCが英語詞を書いて、詞の組み合わせを変えた。ほとんど言い回しが直されていないところに鈴木が驚いた。普通に書かれているのが、その時点の鈴木の心境で、カッコで表記されている所が鈴木の友達に当てて書いた詞とのこと[1]。
2. Silent Stream
アサヒ飲料「バヤリース」CMソング。
1999年2月にCMの撮影をオーストラリア・シドニーで行い、鈴木によるパラセーリングが行われた[1]。

## 収録アルバム
- 1st『SA』（1999年3月25日)
- ベスト『FUN for FAN』（2001年05月30日）